# Chrysophyllum pomiferum
Chrysophyllum pomiferum är en tvåhjärtbladig växtart som först beskrevs av Pierre Joseph Eyma, och fick sitt nu gällande namn av Terence Dale Pennington. Chrysophyllum pomiferum ingår i släktet Chrysophyllum och familjen Sapotaceae. Inga underarter finns listade i Catalogue of Life.